# Bernardino Serafini
Bernardino Costantino Gaspare Serafini (Bargni, 20 maggio 1822 – Bargni, 23 luglio 1906) è stato un patriota, generale e politico italiano.
Fu eletto deputato alla Camera dalla XI alla XV legislatura e nominato senatore del Regno d'Italia nella XVI legislatura.